# غوريا
غيوريا هي منطقة في جورجيا، بلغ عدد سكانها 113٬000 نسمة، في 2016، عاصمتها أوزورجيتي، تبلغ مساحتها 2٬033 كيلومتر مربع.

## أعلام
- محمد واصف باشا الكرجي